# Karl Brück (Offizier)

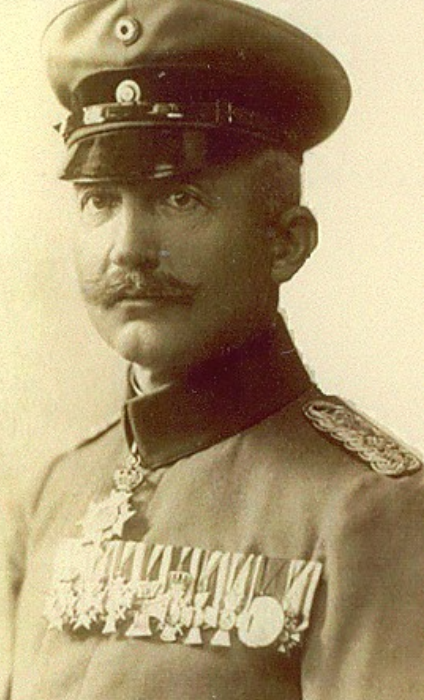
Karl Brück

Karl Brück (* 30. Mai 1869 in Leipzig; † 15. Juni 1945 in Dippoldiswalde) war ein deutscher Generalmajor der Reichswehr.

## Leben

### Sächsische Armee
Brück trat am 1. April 1888 als Fahnenjunker in das 2. Feldartillerie-Regiment Nr. 28 der Sächsischen Armee ein, wo er am 20. November 1888 zum Fähnrich befördert und am 7. September 1889 zum Sekondeleutnant ernannt wurde. Mit seiner Beförderung zum Premierleutnant am 18. Juli 1895 setzte man Brück als Adjutant der I. Abteilung ein. Als Hauptmann fungierte er dann als Batteriechef in seinem Regiment und wurde am 20. September 1904 in gleicher Funktion zum 1. Feldartillerie-Regiment Nr. 12 versetzt. Vom 17. Juni 1910 bis 30. September 1912 gehörte er dem Regimentsstab an und im Anschluss erfolgte unter gleichzeitiger Beförderung zum Major seine Ernennung zum Kommandeur der I. Abteilung des 4. Feldartillerie-Regiments Nr. 48.
Diese Kommando hatte er über den Ausbruch des Ersten Weltkriegs hinaus bis zum 27. August 1914 inne. Man beauftragte ihn anschließend mit der Aufstellung des Reserve-Feldartillerie-Regiments Nr. 53 und setzte Brück ab 12. Oktober zunächst als Abteilungskommandeur ein. Neun Tage später wurde er wieder Kommandeur der I. Abteilung des Feldartillerie-Regiments Nr. 48. Im August 1915 kommandierte man Brück in Vertretung des Kommandeurs zum 5. Feldartillerie-Regiment Nr. 64. Einen Monat erfolgte seine Versetzung zum 6. Feldartillerie-Regiment Nr. 68, das er ab diesem Zeitpunkt kommandierte. Brück wurde am 2. August 1917 Oberstleutnant. Am 30. Juli 1918 wurde Brück schwer verwundet und erlebte das Kriegsende im Lazarett.

### Reichswehr
Nachdem er wieder dienstfähig war, wurde Brück in die Vorläufige Reichswehr übernommen und diente ab 1. Oktober 1919 für ein Jahr als Kommandeur des Reichswehr-Artillerie-Regiments 12. Im Anschluss übernahm er dann in gleicher Funktion das Artillerie-Regiment 4 in Dresden und wurde am 30. November 1920 zum Oberst befördert. Brück gab das Kommando ab 31. Januar 1925 ab und fungierte anschließend als Artillerieführer IV. Nachdem er am 1. Mai 1926 Generalmajor geworden war, folgte am 31. Januar 1927 seine Verabschiedung aus der Armee und seine Versetzung in den Ruhestand.

## Auszeichnungen
- Roter Adlerorden IV. Klasse[1]
- Eisernes Kreuz (1914) II. und I. Klasse[1]
- Ritterkreuz des Königlichen Hausordens von Hohenzollern mit Schwertern[1]
- Verwundetenabzeichen (1918) in Schwarz[1]
- Komtur II. Klasse des Militär-St.-Heinrichs-Orden[1]
- Ritterkreuz I. Klasse des Sächsischen Verdienstordens mit Schwertern[1]
- Ritterkreuz I. Klasse des Albrechts-Ordens mit Schwertern[1]
- Sächsisches Dienstauszeichnungskreuz[1]
- Österreichisches Militärverdienstkreuz III. Klasse mit der Kriegsdekoration[1]